# Щ.И.Т.
«Щ.И.Т.» (англ. S.H.I.E.L.D.) — вигадане шпигунсько-антитерористичне агентство, що зустрічається в американських коміксах Marvel. Створене Стеном Лі та Джеком Кірбі у 135-му номері журналу «Дивні казки» (серпень, 1965-го), організація часто має справу з паранормальними і позаземними загрозами.
Цим акронімом спочатку називали верховного головнокомандувача, міжнародне шпигунство або правоохоронні підрозділи[прояснити] (Supreme Headquarters, International Espionage and Law-Enforcement Division). З 1991 року так стали називати стратегічне шпигунське управління. В різних фільмах, що стосуються кіновсесвіту Marvel, в кількох анімаційних фільмах і в телевізійного серіалі, S.H.I.E.L.D. розшифровується як бекронім Strategic Homeland Intervention, Enforcement and Logistics Division («стратегічна інтервенційована правоохоронна і логістична служба»).

## Історія
Найбільш стійким ворогом організації є Гідра, злочинна організація створена Вольфгангом фоном Штрукером.